# Agenezja kości krzyżowej

Typ IV agenezji kości krzyżowej według Renshawa.

Typ I agenezji kości krzyżowej, agenezja prawostronna.

Agenezja kości krzyżowej (hipoplazja kości krzyżowej, ang. sacral agenesis) – grupa wad wrodzonych dystalnego (ogonowego) odcinka kręgosłupa, przede wszystkim kości krzyżowej. Zaburzenie jest wyrazem zadziałania nieznanego czynnika (czynników) między 3. a 7. tygodniem życia płodowego. Wada może mieć różne nasilenie, według klasyfikacji Renshawa wyróżnia się cztery typy:
- I - całkowita lub częściowa jednostronna agenezja kości krzyżowej
- II - częściowa agenezja kości krzyżowej, stałe połączenie stawowe między kością biodrową a hipoplastycznym lub normalnym ostatnim kręgiem krzyżowym
- III - całkowita agenezja kości krzyżowej, agenezja zmiennego odcinka kręgosłupa lędźwiowego, kości biodrowe łączą się z ostatnim kręgiem lędźwiowym
- IV - najcięższy, całkowita agenezja kości krzyżowej, agenezja odcinka lędźwiowego kręgosłupa.

Wada może być izolowana lub stanowić część zespołów wad, np. zespołu Currarino lub zespołu regresji kaudalnej.